# Sam Ruben
Sam Ruben, nato Charles Rubenstein (San Francisco, 5 novembre 1913 – 28 settembre 1943), è stato un biochimico statunitense, membro del Progetto Manhattan.
Insieme a Martin Kamen ha scoperto il radiocarbonio il 27 febbraio 1940 presso l'università Lawrence Berkeley National Laboratory di Berkeley, che usarono in una serie di esperimenti sulle piante nei quali scoprirono che la trasformazione della CO2 in zuccheri poteva avvenire anche al buio.
Morì in un incidente di laboratorio dove lavorava allo studio del gas tossico fosgene del quale fu intossicato.
| Controllo di autorità | VIAF (EN) 6615151778230118130005 · LCCN (EN) no2018012135 |